# Acapulco, Chiapas
Acapulco är en ort i Mexiko.   Den ligger i kommunen La Trinitaria och delstaten Chiapas, i den sydöstra delen av landet, 900 km öster om huvudstaden Mexico City. Acapulco ligger 734 meter över havet och antalet invånare är 185.
Terrängen runt Acapulco är varierad. Runt Acapulco är det ganska tätbefolkat, med 60 invånare per kvadratkilometer. Närmaste större samhälle är Amparo Aguatinta, 3,2 km nordost om Acapulco. I omgivningarna runt Acapulco växer i huvudsak städsegrön lövskog.